# Duḥkha
Duḥkha es un término budista relacionado con el sufrimiento.

## Traducciones
(En pāḷi: Dukkha) Descontento. Desilusión. Insatisfacción. Sufrimiento. Incomodidad. Sed. Dolor. Intranquilidad. Imperfección. Malestar.  Fricción. Pesar. Frustración. Irritación, Presión, Ir contra corriente, Agonía, Vacío, Tensión. Angustia existencial, "la carga o peso existencial inherente a la condición samsárica (humana)".
Duḥkha es un término de difícil traducción. No existe un término equivalente exacto en las lenguas europeas ya que Duḥkha tiene un significado muy amplio y abierto en el idioma original, que engloba diversos significados. Un ejemplo de Duḥkha dado por Buda es el estar con alguien que no te gusta y el no-estar con alguien que te gusta.  Históricamente, la traducción más común en occidente ha sido sufrimiento, lo que ha generado una visión pesimista del Budismo. Sin embargo, descontento o insatisfacción están más cerca al sentido de esta palabra en los textos originales.

## Contexto
Mientras que la Insustancialidad es la principal enseñanza del Budismo, la eliminación o extinción del descontento (Duḥkha) es su principal y último objetivo. La búsqueda de una felicidad no condicionada (Sukha) fue el propósito que empujó a Gautama a su gran búsqueda espiritual. En la doctrina budista se hace indispensable aceptar la existencia de esa insatisfacción en la vida que aparece de manera intermitente, y por tanto, que el sufrimiento es una realidad inherente a existir y universal. Aunque Buda reconoció y animó a conservar los estados y momentos felices (buena situación económica, buena salud, etc.) afirmaba que éstos no son permanentes y que en todo caso, son coronados por la muerte. 
Para el budista, Duḥkha es el resultado de no actuar ni pensar de manera que sea realmente consecuente con las realidades de Anitya y Anātman. Es el resultado de tener una actitud que admite la posibilidad de una satisfacción duradera o de la existencia de un ser, un "yo", al que proteger o beneficiar. Así, la consecuencia de no aceptar Anitya, la Impermanencia, es que experimentamos momentos de inseguridad, decepción, frustración o dolor cuando la transitoriedad o cambio se nos manifiesta en el transcurso de la vida. Y la consecuencia de no aceptar Anātman, la Insustancialidad, la ilusión del “yo”, es que a veces en la vida nos resistimos o luchamos internamente contra todo lo que interpretamos o creemos ver como un posible ataque o una injusticia, de la vida misma en ocasiones, hacia este “yo”. 
El descontento (Duḥkha) no es sólo consecuencia de la ley de Anitya, del cambio y la impermanencia, sino que también está a su vez sujeta a ella. Así los procesos de aparición y desaparición de Duḥkha se suelen ir alternando en la vida (Samsāra), o pueden llegar a extinguirse de manera definitiva (Nirvāņa) una vez que hayamos visto el origen de Duḥkha de manera clara mediante la práctica y la disciplina.

## Tipos
Una manera de apreciar la gama de significados de la palabra Dukkha es la de examinar los diferentes tres tipos que describió Buda:
- duḥkha duḥkhatā: El sufrimiento y el dolor físico o mental intrínseco en su sentido más ordinario y agudo.
- viparinama duḥkhatā: Es nuestra reacción al cambio o la pérdida, ya sea de cosas, situaciones y personas externas o de facultades y posibilidades en nosotros. Si nos aferramos excesivamente a las experiencias agradables (Suhkha), nos llevan a duḥkha porque son impermanentes.
- samskāra duḥkhatā: Es muy sutil y profunda. Es la insatisfacción general que viene con la existencia en sí misma. Se podría entrever en ese preguntarse por el sentido de la vida. Es el sufrimiento de todo lo que es la existencia condicionada, es decir el sufrimiento que experimentamos porque no hemos alcanzado la Iluminación.Sangharákshita (1980). «1». La Iluminación: el ideal del desarrollo humano. Fundación Tres Joyas. p. 86. Consultado el 13 de octubre de 2010.

En última instancia se debe a fabricaciones, formaciones o condicionamientos.

## Los Tres Fuegos (kleśā)
(En pāḷi: kilesa) Los tres venenos. Las pasiones (que adolecen). Las tres raíces del "mal".  Los tres envilecimientos. Las tres corrupciones. Los tormentos. Las aflicciones.  También conocidos como: mula priyaya o akuśala-mula.
Durante el entrenamiento budista se suele utilizar la metáfora de "Los Tres Fuegos", o "Venenos", para representar a pasiones humanas que afectan el rigor y la fuerza con la que se manifiesta Duḥkha. Estos son:
- La Ignorancia/Ilusión/el Delirio  (Moha). La ignorancia es el delirio de la idea de la existencia de un “yo”, y es el primer eslabón en la rueda de originación dependiente o Samsara. Se simboliza con un jabalí o un cerdo.
- El Anhelo/Aferramiento/la Avaricia (Lobha). Se simboliza con un gallo.
- La Aversión/Ira/el Odio (sánscrito: dvesa, pāḷi: dosa). Se representa con una serpiente.

Éstas pasiones son comparadas con "energía" capaz de intensificar conflictos y compulsiones negativas, ocasionando de manera indirecta la infelicidad y la insatisfacción del propio individuo del que se generan. Por ello el budismo también se refiere a ellas como aflicciones, dolencias o tormentos.
Según el budismo, si indagamos y profundizamos sobre el origen primero de lo que interpretamos como manifestaciones del "mal" acabaremos llegando siempre a estas fuerzas motoras. Cada uno de estos fuegos se apoya de otro y ocasiona un tercero. De estos tres envilecimientos primarios surgen otros muchos secundarios que podrían ser más fáciles de reconocer, como por ejemplo la vanidad, los celos, la hostilidad, la pereza, la obstinación, la preocupación, el miedo, la desvergüenza... etc.
Los momentos en los que surgen estas pasiones que adolecen son aprovechados para el entrenamiento y la práctica budista, cuyo objetivo es el reconocimiento y la contención de estas emociones, evitando a un tiempo tanto su represión como la reacción ante ellas para poder facilitar así su transformación.
Los tres fuegos son las motivaciones o raíces (mula/hete) de aquellas acciones voluntarias (karman) que tienen consecuencias perniciosas para el individuo.